# Opius candixtus
Opius candixtus är en stekelart som först beskrevs av Fischer 1980.  Opius candixtus ingår i släktet Opius och familjen bracksteklar. Inga underarter finns listade i Catalogue of Life.